# Gilles Dubois (Eishockeyspieler)
Gilles Dubois (* 7. Juni 1966) ist ein ehemaliger Schweizer Eishockeyspieler.

## Karriere
Gilles Dubois begann seine Karriere als Eishockeyspieler beim EHC Biel, für den er von 1985 bis 1995 ausschliesslich in der Nationalliga A aktiv war. Nach dem Abstieg der Bieler in der Saison 1994/95 in die Nationalliga B wechselte der Angreifer zu deren Ligarivalen, dem Vorjahresmeister der NLB, dem HC La Chaux-de-Fonds, mit dem er in der Saison 1995/96 in die NLA aufstieg. In dieser spielte Dubois zwei Jahre lang für La Chaux-de-Fonds, ehe er von 1998 bis 2001 noch einmal für seinen Ex-Club aus Biel in der NLB auf dem Eis stand. Seine Karriere liess er im Amateurbereich beim HC Tramelan und EHC Meinisberg ausklingen.

## Erfolge und Auszeichnungen
- 1996 Aufstieg in die Nationalliga A mit dem HC La Chaux-de-Fonds